# Adolf Zethelius
Erik Adolf Zethelius, född 19 februari 1781 i Stockholm, död där 7 mars 1864, var en svensk silversmed och bruksägare till Lisjö bruk, Surahammars bruk och Nyby bruk.

## Biografi

### Silversmed
Han var son till silversmeden Pehr Zethelius och inskrevs 1796 i lära hos fadern, vars verkstad han övertog 1810. Han fick dock sin mästartitel redan 1803, och fick 1808 tillsammans med brodern Carl Zethelius privilegium med att "förfärdiga oäckta guld och silfverdragerie arbeten", fram till övertagandet av faderns verkstad. 1810 övertog han verkstaden och var 1811–1813 även ålderman vid guldsmedsämbetet i Stockholm. Zethelius drev han fram till 1839, då hans två söner, Fredrik Zethelius (1812–1887) och Wilhelm Zethelius (1815–1873) tog över driften.

Silverkanna tillverkad av Zethelius - Hallwylska museet

Han arbetade i en klassicerande empirestil. Bland hans arbeten finns den Götiska silverservisen till den Kungliga silverkammaren och kronan och spiran i Norges riksregalier. Han är representerad vid  Nationalmuseum, Hallwylska museet, Nordiska museet, Östergötlands museum och på Skoklosters slott. Han har även utfört brudkrona och brudsmycke för Västra Vingåkers kyrka. Adolf Zethelius var riksdagsman för borgarståndet 1828–1830.

### Industrialist
Zethelius köpte Nyby gård utanför Torshälla av sin svärfar Eric Nordewall 1828 och lät bygga ett stort järnverk på gårdens ägor, ritat av Samuel Owen, samt lät anlägga arbetarbostäder och bruksparken i anslutning till järnverket vid Nybyån. Nyby bruk var i mitten av 1800-talet landets största tillverkare av stålplåt. Zethelius var även ägare till Surahammars bruk och Lisjö bruk och lät uppföra Surahammars herrgård 1856–1858. Vid sin död var han miljonär i 1800-talets penningvärde, en avsevärd förmögenhet. Han begravdes på Torshälla kyrkas kyrkogård.
Zetheliusvägen i Nybyparken i Torshälla är uppkallad efter Adolf Zethelius.

### Familj och privatliv
Han gifte sig 1808 med Sofia Fredrika Nordewall (1786–1855), dotter till ingenjören Eric Nordewall, och fick barnen:
- 1. Augusta Emerentia Carolina Zethelius (1811–1897), gift med artilleriofficeren och statsrådet Gustaf Lagercrantz (1816–1867).
- 2. Carl Zethelius (1811–1860), bruksägare och kunglig sekreterare. Gift med Charlotta Catharina Granath (1813–1895).
- 3. Per Fredrik Zethelius (1812–1887), bruksägare. Gift med Ulrika Gustafva Wilhelmina von Post (1820–1910).
- 4. Louise Zethelius (1814–1868) gift med Adolf Alexanderson (1800–1888)
- 5. Erik Wilhelm Zethelius (1815–1873), bruksägare. Gift med Aurora Mathilda Görges (1816–1877).
- 6. Henrik Philibert Zethelius (1825–1899).

Till hans privata umgängeskrets som han underhöll i hemmet hörde bland andra Johan Olof Wallin, Anders af Kullberg och Karl Birger Rutström. Han var kommendör av Vasaorden.

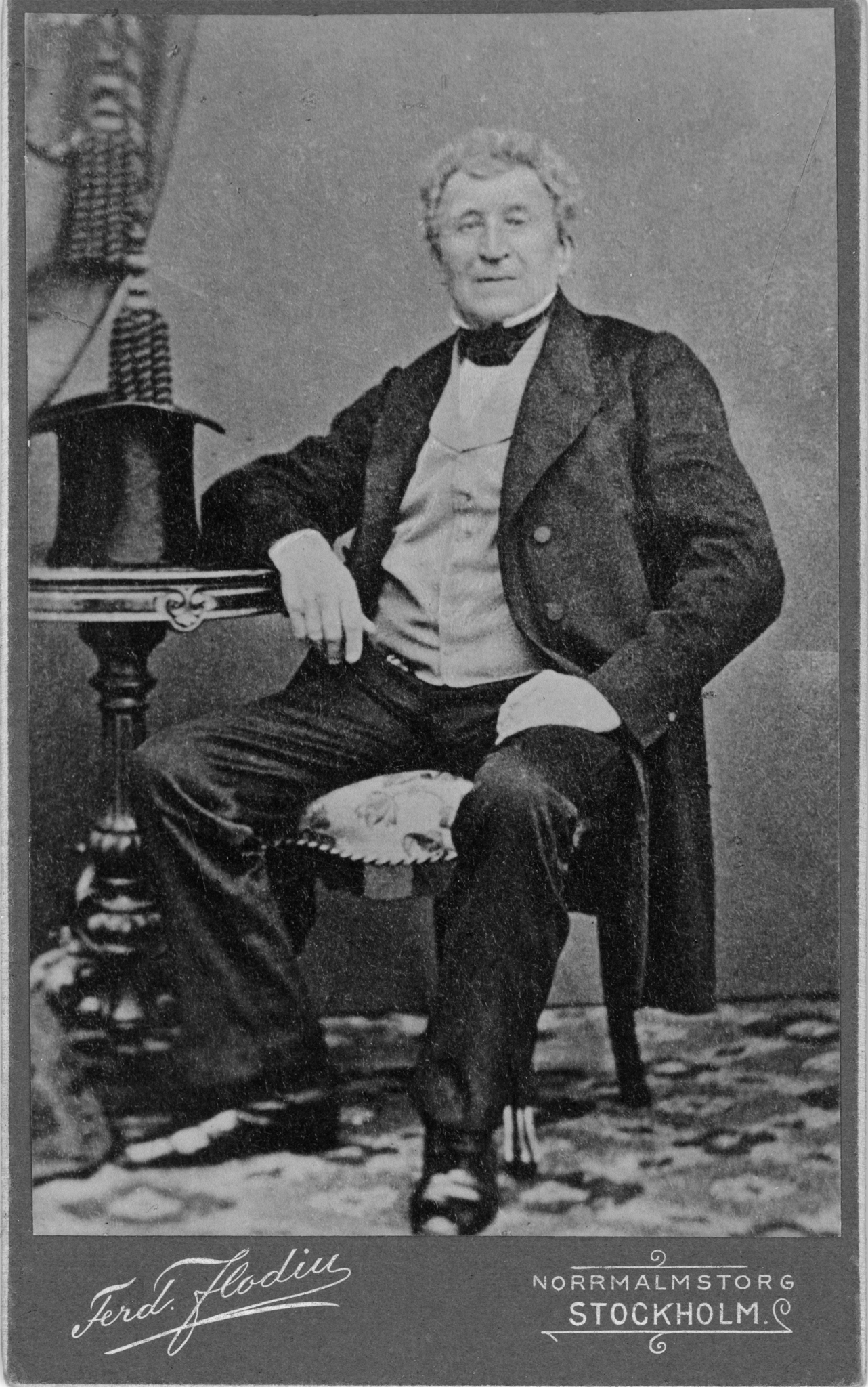
Erik Adolf Zethelius 1781–1864